# Hybomitra mendesi
Hybomitra mendesi är en tvåvingeart som beskrevs av Travassos Santos Dias 1989. Hybomitra mendesi ingår i släktet Hybomitra och familjen bromsar.
Artens utbredningsområde är Italien. Inga underarter finns listade i Catalogue of Life.